# Francisco López Contardo
Francisco López Contardo (Curicó, 15 de septiembre de 1975), más conocido como Francisco Chaleco López o simplemente como Chaleco López, es un piloto chileno que se destacó en diversas modalidades de motociclismo off-road.
López fue ganador de una etapa en el Rally Dakar 2009, de tres etapas en la edición de 2010, de una etapa en las ediciones de 2011 y de 2012 y de cuatro etapas en el Rally Dakar de 2013. En la edición de 2010 consiguió igualar la mejor marca de un latinoamericano en motos que poseía el también chileno Carlo de Gavardo, tras terminar en la tercera ubicación de la tabla general. En la edición de 2013 también llegó en el tercer lugar. Además, obtuvo varios títulos chilenos y latinoamericanos de enduro y motocross. Al volver al Dakar con side by sides, obtuvo la victoria en 2019, 2021 y 2022 en su categoría.

## Biografía

### Primeros años
A los cuatro años comienza a pilotear motos influenciado por su padre, Renato López, que competía y fue campeón nacional de motocross. Es apodado «Chaleco» ya que a su padre también le decían así, al tener la costumbre de competir usando un chaleco de lana a modo de protección.
Su primer gran triunfo fue salir campeón latinoamericano de motocross en 1989 en la categoría de 85 cc. Sus resultados lo llevaron a transformarse en piloto oficial de Honda y en uno de los tres pilotos profesionales que tiene Chile. Su debut en el Rally se produjo en el Patagonia-Atacama 2005, donde ganó una etapa por primera vez para Honda y tras superar a pilotos como Marc Coma e Isidre Esteve.

### Biografía
Ya comenzaba a destacar en competencias chilenas de motocross, siendo campeón durante tres años consecutivos desde 1985 a 1987 en la serie 85 c.c., desde 1988, con solo 12 años de edad, empieza a participar en la categoría 125 c.c., siendo hasta la fecha el piloto más joven en participar en dicha serial. En 1989, consiguió ser campeón latinoamericano de motocross en la categoría de 85cc. Un año después es vicecampeón de motocross, esta vez en categoría 125cc expertos. Al año siguiente, logró coronarse como campeón del mismo evento, y en 1992 consiguió quedar en el podio tras acabar en tercer lugar. Durante los próximos años obtuvo varios títulos nacionales en motocross en la misma categoría de 125cc. En 1995 logró ser campeón nacional de enduro y vicecampeón de motocross en la categoría 250cc expertos, título que repitió en los siguientes cuatro años. Además, ganó el Campeonato latinoamericano de Supercross disputado en Movicenter.

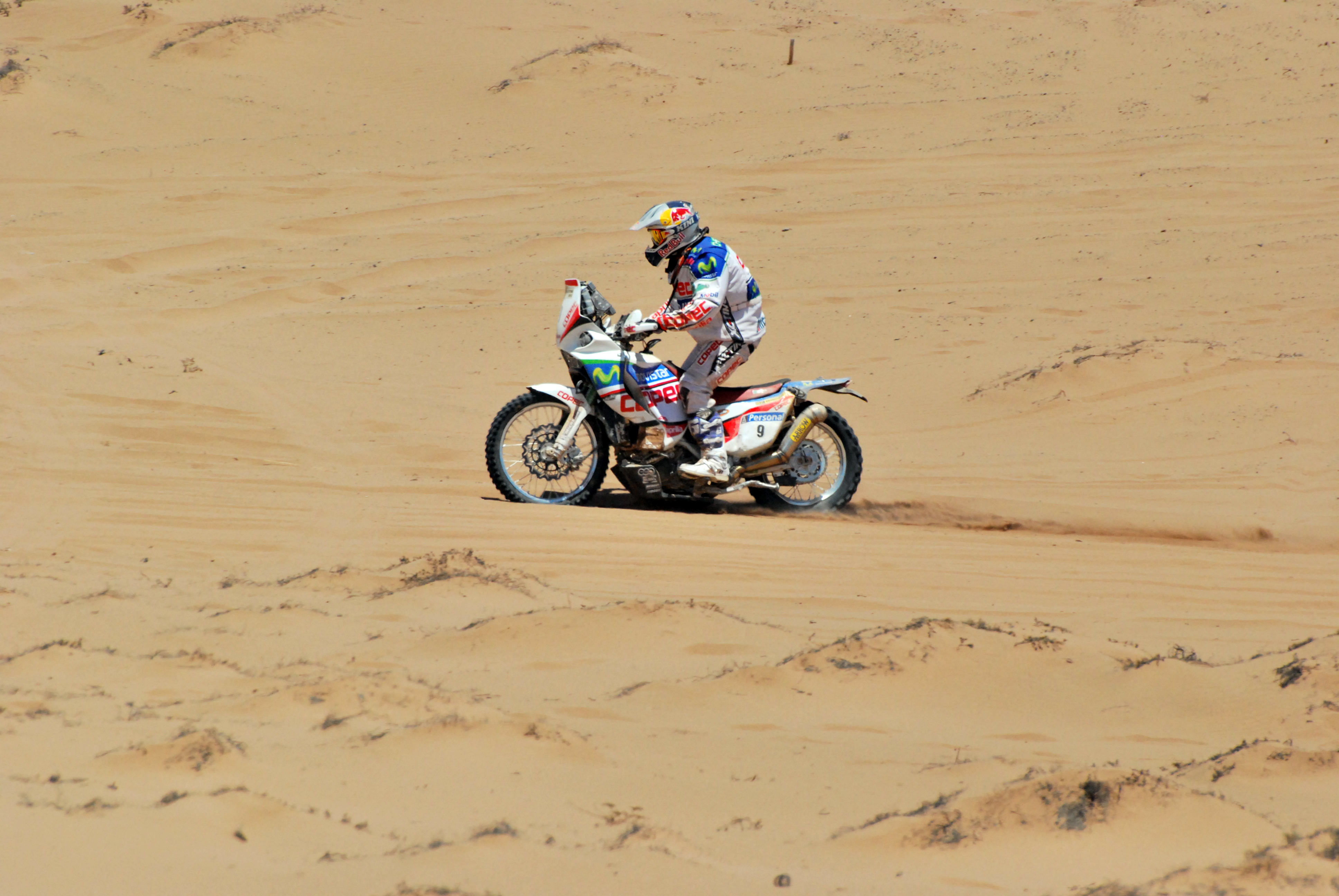
López corriendo en una duna, durante el Rally Dakar 2010, en las cercanías de Copiapó.

En el año 2000 logró ganar el Rally Cuesta del Gallo, carrera realizada en la Región de Magallanes y de la Antártica Chilena, que consta de una carrera de Punta Arenas hasta la Estancia Las Coles 300 km ida y vuelta. El 2001, consiguió ser medallista de oro en los Six Days de Francia (Brive la Gallarde), con lo que consiguió ser el primer piloto chileno en obtener este título. Un año más tarde participó en el campeonato mundial de enduro en la categoría 250cc dos tiempos, donde su mejor resultado fue un octavo puesto en la fecha de Finlandia. En 2003, participó en el mismo torneo, esta vez en la categoría 500cc cuatro tiempos. En esa categoría logró el 10.º lugar en la clasificación general. El mismo año fue campeón nacional de enduro categoría súper expertos, medalla de oro en el Six Days de Brasil (Fortaleza), y campeón latinoamericano de enduro. Además, el Círculo de Periodistas Deportivos de Chile lo eligió como el mejor motociclista del año.
En 2004 fue Vicecampeón nacional de enduro en la categoría súper expertos, y participó en algunas fechas del Campeonato Nacional de Motocross y de Supermotard. Al año siguiente compitió en el Rally Patagonia-Atacama, en donde ganó la cuarta etapa en la categoría motos, disputada entre Santiago—La Serena. Con esto dio a Honda su primer triunfo en una fecha del Campeonato del Mundo. Sin embargo, se retiró por problemas mecánico faltando una etapa, cuando marchaba en la cuarta posición de la clasificación general. Durante ese año López debutó en el Campeonato Nacional Entel Motocross, donde consiguió el segundo lugar en la categoría 250cc expertos.
El 2006, obtuvo el primer lugar en la categoría 450cc en el Rally Patagonia–Atacama, segundo lugar en Rally de Cerdeña, Italia, segundo lugar en la categoría 450cc Rally de Marruecos y Campeón Mundial 450cc. En el 2007 participó por primera vez en el Rally Dakar, pero abandonó. Sin embargo, al año siguiente, salió en segundo lugar en el Rally de Europa Central, que reemplazó ese año al Rally Dakar de 2008. Esta posición es actualmente su mejor resultado en su carrera. En el 2009, López hace historia tras ganar su primera etapa en un Dakar, la séptima del Dakar (Argentina—Chile) realizado enero de 2009, además ese mismo año consiguió el tercer lugar en el Rally de Túnez.

### 2010-2012
En el 2010, logra ganar la quinta, octava y duodécima etapas del Rally Dakar 2010, con estas victorias se adjudica la 3.era posición en la general y el 1.er lugar en la categoría 450cc con una moto que debuta en el Dakar la Aprilia RXV450, además iguala la mejor marca de un latinoamericano en un Rally Dakar, la que es compartida por su compatriota Carlo de Gavardo, el cual obtuvo el tercer lugar general en el Rally Dakar de 2001. Luego Chaleco lograría ganar la primera etapa del Rally de Túnez la que le ayudaría bastante en la adjudicación de este Rally quedando finalmente en el primer lugar superando a Marc Coma (+11:06´) y a Jakub Przygonski (+22:29´).
Luego López participaría en el Rally de los Faraones donde comenzaría con el pie derecho ganando la 1° etapa con 3h:18m:32s superando en los lugares de avanzada al portugués Helder Rodrigues (03:23'38") y a el sanmarinense Alessandro Zanotti (03:31'58"). Luego de eso Chaleco estaría en primer lugar hasta la preúltima fecha donde lo superá Marc Coma por tan sólo 26 segundos en la general, pero en la última fecha, el español se afirma en la primera posición y al final queda en el primer lugar con un tiempo de 21h18:50 superando al Curicano en (8.23´) y a Helder Rodríguez el tercero por más de 10 minutos.
El 2011 no fue un buen año para López aunque comenzaría bien ya que lograría ganar la séptima etapa del Rally Dakar 2011, con un tiempo de 3h29'45", con una ventaja de 2'21" sobre Despres y de 3'45"sobre Coma. Esto y el buen rendimiento que estaba teniendo en el Rally permítía a Chaleco poder revalidar su podio del año pasado en el Rally Dakar 2010, pero en la última fecha teniendo una ventaja de 43 minutos sobre el cuarto Helder Rodríguez sufre la rotura de un amortiguador a tan sólo 22 kilómetros de la meta. Helder logra llegar a la meta en segundo lugar en la etapa y esperaba a que Chaleco se demorara en llegar. Aunque Alain Duclos y  Pablo Copetti ayudaran a llegar a la meta a Chaleco no le sirvió el esfuerzo de ellos para mantener el podio ya que llegó en 1:12'34" lo que lo alejaba de Helder Rodríguez 29 minutos quedando finalmente en cuarto lugar. Luego Chaleco volvería a participar en el Rally de Túnez teniendo una buena participación hasta la fecha 3 donde se mantenía en 1° lugar, pero a falta de seis kilómetros de la meta el piloto choca a toda velocidad con una roca y pierde el conocimiento, pero para su suerte lo recupera y logra activar la señal de emergencia de la moto y lo socorre el helicóptero (durante el traslado se ve que tiene quebraduras de la mano derecha, el tobillo izquierdo y algunas costillas), el cual lo traslada del campamento al hospital Djerba, en la capital de Túnez, que estaba a 400 kilómetros. Luego de eso el viernes de esa misma semana fue trasladado desde un avión médico a la Unidad de Cuidados Intensivos del Ospedale Maggiore donde se confirmó a su llegada que fueron exitosas las intervenciones por la perforación de un pulmón y por la fractura expuesta de tibia y peroné de su pierna derecha.
Tras recuperarse de sus graves lesiones, participó en el Rally Dakar 2012 donde logró llegar al primer lugar en la etapa inicial. Tras esto, mantuvo un correcto rendimiento hasta la séptima etapa, en la cual decide retirarse, ya que luego de que en una duna la moto le cayera encima, le recrudeció una antigua lesión en la rodilla derecha. Tras dos años con la escudería Aprilia, firmó por Bordone-Ferrari Racing Team, el 22 de marzo del 2012.

### 2013-2017
En enero de 2013 participa de una nueva edición del rally Dakar, esta vez con la participación de Perú, Argentina y Chile. A bordo de su KTM 450 Rally, logra ganar 4 etapas (Etapa 1 Pisco - Lima; Etapa 3 Pisco - Nasca; Etapa 6 Arica - Calama; Etapa 13 Copiapó - La Serena). Obtiene un tiempo final de 43:43:02, a 18 minutos y 48 segundos del ganador, el piloto francés Cyril Despres, lo que le vale conseguir el tercer lugar en la clasificación general. Con este resultado se convierte en el mejor competidor chileno de toda la historia en el rally Dakar.
En 2014 vuelve a competir en el Rally Dakar con la misma moto que el año pasado, esta vez por territorios de Argentina, Bolivia y Chile con los mismos objetivos que el año pasado. Sin embargo las cosas se complicaron pronto ya que tuvo que abandonar en la sexta etapa (San Miguel de Tucumán - Salta), antes de llegar a su tierra al quedar su moto muy dañada tras caer por un barranco. Además se fue sin ganar ninguna etapa, siendo su mejor puesto un 2.º en la segunda etapa. Ese mismo año ganaría el Desafío Guaraní.
No participó en el Rally Dakar de 2015 debido a una operación de rodilla que le obligó a pasar por el quirófano en octubre de 2014 y estar más de tres meses de baja.
Después de su operación, a comienzos de enero de 2015 López declara: "El Dakar en motos para mí se terminó", confirmando definitivamente su retiro de las motos. Posteriormente decide probar el automovilismo en Rally.
En 2017 participa en el Rally Mobil en la categoría R2 y logrando obtener el 1.er lugar en dicha categoría.

### Regreso al Dakar (2019-)
Regresó al Dakar de 2019 disputado completamente en el Perú para competir en la categoría SxS a bordo de un Can-Am Maverick X3, ganando cuatro etapas y logrando su primer título, ganándole al español Gerard Farrés Guell y al campeón vigente Reinaldo Varela. Repitió la hazaña en 2021 y 2022 en las categorías de SSV y prototipos ligeros, respectivamente.

## Resultados

### Rally Dakar
| Año     | Categoría               | Vehículo | Posición | Victorias de etapa |
| ------- | ----------------------- | -------- | -------- | ------------------ |
| 2007    | Motos                   | Honda    | Ret.     | -                  |
| 2009    | Motos                   | KTM      | Ret.     | 1                  |
| 2010    | Motos                   | Aprilia  | 3.º      | 3                  |
| 2011    | Motos                   | Aprilia  | 4.º      | 1                  |
| 2012    | Motos                   | Aprilia  | Ret.     | 1                  |
| 2013    | Motos                   | KTM      | 3.º      | 5                  |
| 2014    | Motos                   | KTM      | Ret.     | -                  |
| 2019    | SSVs                    | Can-Am   | 1.º      | 4                  |
| 2020    | SSVs                    | Can-Am   | 3.º      | 2                  |
| 2021    | SSVs                    | Can-Am   | 1.º      | 5                  |
| 2022    | P. Ligeros / Challenger | Can-Am   | 1.º      | -                  |
| 2023    | P. Ligeros / Challenger | Can-Am   | 5.º      | 1                  |
| 2024    | P. Ligeros / Challenger | Can-Am   | 4.º      | 1                  |
| 2025    | SSVs                    | Can-Am   | 2.º      | 5                  |
| Fuente: |                         |          |          |                    |

### Campeonato Mundial de Rally Cross-Country de la FIM
| Año     | Clase | Vehículo | Posición | Puntaje | Victorias            |
| ------- | ----- | -------- | -------- | ------- | -------------------- |
| 2009    | Motos | Aprilia  | 11.º     | 34      | -                    |
| 2010    | Motos | Aprilia  | 2.º      | 50      | 2 (Faraones y Túnez) |
| 2012    | Motos | KTM      | 17.º     | 9       | -                    |
| 2013    | Motos | KTM      | 5.º      | 46      | 1 (Ruta 40)          |
| 2014    | Motos | KTM      | 13.º     | 19      | -                    |
| Fuente: |       |          |          |         |                      |

### Campeonato Mundial de Rally Raid (FIA)
| Año  | Categoría       | Vehículo | Posición | Puntaje | Victorias             |
| ---- | --------------- | -------- | -------- | ------- | --------------------- |
| 2022 | Challenger / T3 | Can-Am   | 1.º      | 199     | 2 (Dakar y Abu Dhabi) |
| 2023 | Challenger / T3 | Can-Am   | 5.º      | 104     | -                     |

## Títulos y actuaciones destacadas

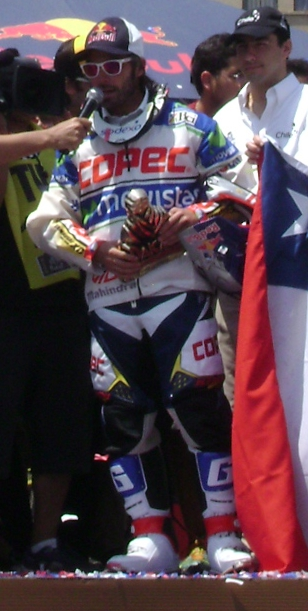
Francisco López sujetando el trofeo del tercer lugar del Rally Dakar 2013, en la ceremonia de premiación en Santiago.

| Año  | Campeonato                                      | Resultado      |
| ---- | ----------------------------------------------- | -------------- |
| 1987 | Campeonato Nacional de Motocross (85cc.)        | 1.º lugar      |
| 1989 | Campeonato Latinoamericano de Motocross         | 1.º lugar      |
| 1990 | Campeonato Nacional de Motocross (125cc.)       | 2° lugar       |
| 1991 | Campeonato Nacional de Motocross (125cc.)       | 1.º lugar      |
| 1992 | Campeonato Nacional de Motocross (125cc.)       | 3° lugar       |
| 1993 | Campeonato Nacional de Motocross (125cc.)       | 1.º lugar      |
| 1994 | Campeonato Nacional de Motocross (125cc.)       | 1.º lugar      |
| 1995 | Campeonato Nacional de Motocross (250cc.)       | 2° lugar       |
| 1996 | Campeonato Nacional de Motocross (250cc.)       | 1.º lugar      |
| 1997 | Campeonato Nacional de Motocross (250cc.)       | 1.º lugar      |
| 1998 | Campeonato Nacional de Motocross (250cc.)       | 1.º lugar      |
| 1998 | Campeonato Latinoamericano de Supercross        | 1.º lugar      |
| 1999 | Campeonato Nacional de Motocross (250cc.)       | 1.º lugar      |
| 2000 | Campeonato Nacional de Motocross (250cc.)       | 1.º lugar      |
| 2001 | Six Days de Francia                             | Medalla de Oro |
| 2003 | Six Days de Brasil                              | Medalla de Oro |
| 2006 | Rally Patagonia-Atacama                         | 1.º lugar      |
| 2006 | Rally de Cerdeña, Italia                        | 2° lugar       |
| 2006 | Rally de Marruecos (450cc.)                     | 2° lugar       |
| 2006 | Campeón Mundial Rally Cross-Country (450cc.)    | 1.º lugar      |
| 2008 | Rally de Europa Central                         | 2.º lugar      |
| 2009 | Rally de Túnez                                  | 3° lugar       |
| 2010 | Rally Dakar 2010                                | 3° lugar       |
| 2010 | Rally de Túnez                                  | 1.º lugar      |
| 2010 | Rally de los Faraones                           | 2.º lugar      |
| 2011 | Rally Dakar 2011                                | 4.º lugar      |
| 2013 | Rally Dakar 2013                                | 3.º lugar      |
| 2014 | Desafío Guaraní 2014                            | 1.º lugar      |
| 2017 | Rally Mobil 2017, categoría R2                  | 1.º lugar      |
| 2019 | Rally Dakar de 2019, SxS                        | 1.º lugar      |
| 2020 | Rally Dakar de 2020, SxS                        | 3.º lugar      |
| 2021 | Rally Dakar de 2021, SxS                        | 1.º lugar      |
| 2022 | Rally Dakar de 2022, Prototipos Ligeros T3      | 1.º lugar      |
| 2022 | Abu Dhabi Desert Challenge, T3 Challenger       | 1.º lugar      |
| 2022 | Campeonato Mundial de Rally Raid, T3 Challenger | 1.º lugar      |